# Hugues de Lannoy
Pour les articles homonymes, voir Lannoy (homonymie).
Pour les autres membres de la famille, voir Maison de Lannoy.
Hugues de Lannoy (aussi Hue de Lannoy; 1384 – 1er mai 1456), (en néerl. Hugo van Lannoy), seigneur de Santes, était un homme d'État du comté de Flandre au service des ducs de Bourgogne, en particulier Philippe le Bon qui établit l'Ordre de la Toison d'or.
Hugues venait d'une branche plus jeune de la Maison de Lannoy. En tant que jeune chevalier, il se rend à Jérusalem et participe à une expédition contre les Tatars qui occupent Moscou. De retour en Europe occidentale, il entre au service de Jean sans peur, sert dans l'armée des Bourguignons qui est vaincue à la bataille d'Azincourt (1415), où il est fait prisonnier.
Il fut bientôt libéré et, après l'assassinat de Jean sans Peur (1419), il remplit diverses missions diplomatiques, dont le mariage de Jacqueline de Hainaut avec Humphrey de Lancastre.
Avec ses jeunes frères Ghillebert et Baudouin, il fut simultanément admis parmi les vingt-cinq premiers membres de l'Ordre de la Toison d'or (1430). Après le mariage secret de Jacqueline de Hainaut avec Frank van Borselen, Philippe le Bon prit possession des comtés de Hollande, de Zélande et du Hainaut. Hugues de Lannoy est devenu par la suite le premier stathouder bourguignon de Hollande et de Zélande.
À un âge avancé, Hugues se battait encore contre les rebelles de Gand en 1452-1453, à la suite de la révolte de Gand (1449-1453) (nl). Il est mort sans enfant et a été enterré à Lille.

### Sources bibliographiques
- Biographie nationale de Belgique, vol. 11, kol. 322-.